# Cultura local

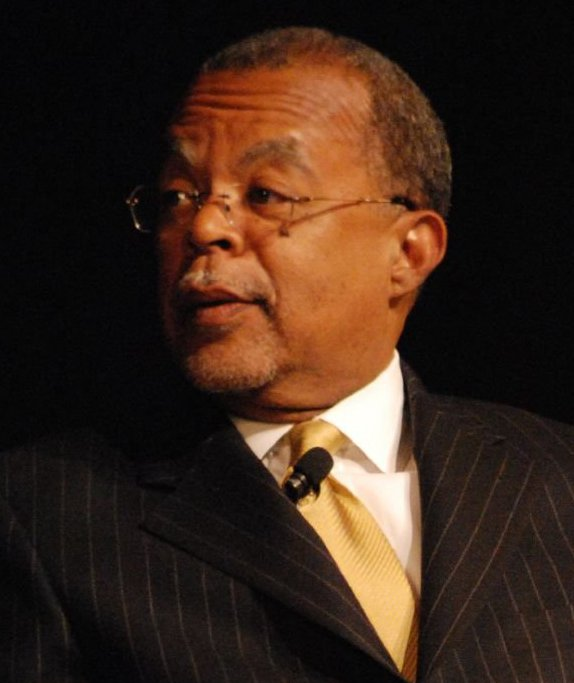
Henry Louis Gates Jr., quién describió la cultura lingüística afroamericana

Cultura local es un término utilizado por los estudios modernos de geografía y sociología. Hace referencia a formas de cultura hechas y organizadas en sociedades modernas por el público por puro placer. Esta forma de cultura casi siempre tiene una base altruista y voluntaria y nunca está fomentada por el estado.
El uso del término implica generalmente una forma cultural que difiere de la cultura tradicional de hondas raíces y también de comunidades o subculturas fuertemente organizadas o religiosas.

## Ejemplos
- El cuidado de un pequeño jardín.
- La fotografía matear
- Realización y exposición de películas o cortometrajes
- Autoorganización de círculos creativos
- Grupos de ciencia
- Grupos de historia local
- Círculos de lectura y discusión
- Horticultura local y ferias de mascotas a nivel local.
- Grupos de inventores y constructores de robots.
- Redes de gastronomía local e intercambio de alimentos.
- Organizaciones de padres que hacen gimnasia con niños.

Algunas de estas actividades se organizan a partir de una base familiar, pero otras, mayores se suelen organizar a través de un secretario o coordinador, con agenda, tesorero y elecciones basadas en quorums.